# Serhij Daniltjenko
Serhij Daniltjenko, född 27 april 1974 i Charkiv, Ukrainska SSR, Sovjetunionen, är en ukrainsk boxare som tog OS-brons i bantamviktsboxning 2000 i Sydney. 2001 vann han amatör-VM i boxning.